# Tunnel van Sclessin
De tunnel van Sclessin is een spoortunnel in Tilleur, een deelgemeente van Saint-Nicolas. De tunnel heeft een lengte van 360 meter. De dubbelsporige spoorlijn 36A gaat door deze tunnel.